# Hukvaldy
Hukvaldy este o arie protejată (arie specială de conservare — SAC, sit de importanță comunitară — SCI) din Republica Cehă întinsă pe o suprafață de 221,59 ha, integral pe uscat.

## Localizare
Centrul sitului Hukvaldy este situat la coordonatele 49°36′57″N 18°13′46″E / 49.615833°N 18.229444°E.

## Înființare
Situl Hukvaldy a fost declarat sit de importanță comunitară în aprilie 2005 pentru a proteja 1 specie de animale. Situl a fost protejat și ca arie specială de conservare în iulie 2013.

## Biodiversitate
Situată în ecoregiunea continentală, aria protejată nu include niciun habitat protejat.
La baza desemnării sitului se află o specie protejată de  nevertebrate: Osmoderma eremita.